# Referat 999
Referat 999 kryptonim Korweta – referat w Wydziale Bezpieczeństwa i Kontrwywiadu, w ramach Oddziału II Informacyjno-Wywiadowczego Komendy Głównej Armii Krajowej, zajmujący się ruchem komunistycznym w okupowanej Polsce. Podległy początkowo Biuru Informacji i Propagandy KG AK. Jego szefem był prof. Stanisław Ostoja-Chrostowski.